# ピーター・ウォーロック
ピーター・ウォーロック（またはワーロック、Peter Warlock）は、20世紀前半のイギリスの音楽家。音楽評論家フィリップ・アーノルド・ヘゼルタイン（Philip Arnold Heseltine, 1894年10月30日 - 1930年12月17日）が、作曲家として用いた筆名である（“warlock”とは「魔法使い」の意味である）。

## 生涯
フィリップ・ヘゼルタインはロンドンに生れ、幼時に父を亡くした。主に古典文学の教育を受け、イートン校、オックスフォード大学クライスト・チャーチ（1年間）、ユニヴァーシティ・カレッジ・ロンドン（1学期間）で学んだ。音楽は主に独学で、自身が好んだ作曲家、特にフレデリック・ディーリアスやロジャー・クィルター、ベルナルド・ファン・ディーレンなどの作品から、独力で作曲を学んだ。またエリザベス朝時代の音楽や詩、ケルト文化などからも強く影響を受けている（コーンウォール語、ウェールズ語、アイルランド語、マン島語およびブルトン語を学んでいる）。
ヘゼルタインは1917年から1918年までのアイルランド滞在の後に、最初期の作品を作曲し、ピーター・ウォーロックの筆名で発表し、批評家の絶賛を受けた。その後の数年間は、主に音楽ジャーナリズムに専念し、一時期、音楽雑誌「ザ・サックバット」の編集者を務めた。1920年代初頭、ロンドンの喧騒から逃れて、母親と義父の住むウェールズ中部のケヴンブリンタルクス（Cefn-Bryntalch）に移り住み、作曲家としても著述家としてももっとも多産な時期を過ごした。ここで彼のもっとも優れた歌曲の一部が書かれ、イェイツの詩に基づく連作歌曲「シャクシギ」（The Curlew）が作曲された。
静かな生活を数年続けた後、1925年から1929年の間、ヘゼルタインは仲間のアーネスト・ジョン・モーランと共に、ケント州アインズフォード（Eynsford）で、たびたび警察ざたを起こすような豪快な生活を送った。この時期はウォーロックにとってもっとも実りの多い時期であったが、1920年代の終りを迎える頃には、創造力が衰えはじめ、再び批評家として生計を支えなければならないようになっていった。重いうつに悩まされるようにもなったが、彼が36歳でガス中毒により死去したのが、自殺であったのか事故死であったのかは不明である（死の前に、飼い猫を部屋から出していたと言われている）。
ウォーロックは、作家アンソニー・パウエルの連作小説 A Dance to the Music of Time の登場人物、マックリンティック（MacLintick）のモデルにほぼ間違いないと言われる。また、D・H・ローレンスの『恋する女たち』（Women in Love）中にも、彼を思わせる人物が登場する。

## 作品
ウォーロックの作品はほとんどが歌曲であり、その多くが独唱とピアノのために書かれている。その他に、いくつかの合唱曲（一部独唱曲の編曲含む）がある。
また彼はいくつかの器楽用の小品を残している。中でも「カプリオール組曲（Capriol Suite）」は恐らく彼の最もよく知られた作品で、弦楽オーケストラ用、管弦楽用、ピアノ連弾用の版が存在する（この他にもさまざまな組み合わせの編曲があるが、これらはウォーロック自身の編曲ではない）。また弦楽セレナードも代表作の一つにあげられる。
ピアノ独奏のためにも、ケルト民謡を編曲した「民謡前奏曲集」（Folk-song preludes）の一作品がある。
彼は詩を深く愛し、特にイェイツ、友人ロバート・ニコルズ、ブルース・ブラント（1899年 - 1957年）の作品を好んだ。自身の作品の歌詞には、芸術性の高いものを常に選び、中世の詩からも多く歌詞をとっている。
多くの人が、最高傑作はテナーと室内合奏のための連作歌曲「シャクシギ」（The Curlew）であるとしている。彼はこの作品にイェイツの四つの連作詩を用い、7年近くもの長い年月をかけて、何度も書き直しながら取り組んだ。この間、様式にも多くの変遷が見られ、 "The lover mourns for the loss of love" （「恋人は失恋を嘆く」）では新ディーリアス派的であるのに対し、もっとも長い歌曲である "The withering of the boughs" （「萎れゆく枝々」）ではバルトークやシェーンベルクの影響を感じさせる部分がある。
ウォーロックはまた、多くのキャロルでも知られている。著名なものに、「アダム は縛られて」（Adam Lay Ybounden）、「ティルリー・ティルロー」（Tyrley Tyrlow）や「ベツレヘム・ダウン」（Bethlehem Down、ブルース・ブラントの詩による）がある。
ウォーロックの音楽の好みは幅広く、ルネサンス音楽からバルトークまで好んだ。彼自身の作品の性格は、初期には洗練されたヴィクトリア朝様式やエドワード朝様式の模倣であり、その後次第に、より対位法的で、旋法と独特な和声付けを特徴とするきわめて個性的な様式を確立した。同時代の作曲家の中では異例なことに、ウォーロックは編曲者としても作曲家としても民謡運動の影響をほとんど受けていない。上述のピアノ独奏曲は例外的な作品であり、その他には、連作「リリゲイ」（"Lillygay"）のみが民謡的な性格をもった作品だが、これも、同時代のイギリスにおける運動よりも、バルトークからの影響とみるべきかもしれない。
オリジナル作品の他に、ウォーロックはジョン・ダウランドなどのエリザベス朝・ジャコビアン時代のリュート作品、パーセルをはじめとするバロックの作曲家の作品を多く編集、編曲した。またディーリアスの作品を広めるために尽力し、1929年にトーマス・ビーチャムとともにディーリアス・フェスティヴァルを開催し、成功をおさめた他、ディーリアスの最初の伝記を執筆した。またセシル・グレイとともに、カルロ・ジェズアルドについての書も著しており、彼の書「イギリスのエアー」（The English ayre）はこの分野の先駆的な業績である。その一方で、彼は現代音楽についても著し、シェーンベルクについての論文を恐らくイギリスで最初に書いている。